# Tudelilla
Tudelilla és un municipi de la comunitat autònoma espanyola de la Rioja, a la regió de la Rioja Baixa.